# 빌리 코건
빌리 코건(Billy Corgan, 1967년 3월 17일 ~ )은 미국의 음악가이다. 얼터너티브 록 밴드 스매싱 펌킨스의 중심 인물로 알려져있다. 롤링 스톤지 2007년 11월호에서 "롤링 스톤의 선택 역사상 가장 과소평가된 25명의 기타리스트"에서 22위를 하였다. 2015년부터 TNA의 수석 각본가로 활동하다가 2016년 8월 12일 TNA의 새로운 사장이 되지만 3개월만에 TNA를 떠나게 된다.

## 음반 목록
솔로
- 《TheFutureEmbrace》(2005년)

스매싱 펌킨스
- 《Gish》(1991년)
- 《Siamese Dream》(1993년)
- 《Mellon Collie and the Infinite Sadness》(1995년)
- 《Adore》(1998년)
- 《MACHINA/The Machines of God》(2000년)
- 《MACHINA II/The Friends & Enemies of Modern Music》(2000년)
- 《Zeitgeist》(2007년)
- 《Teargarden By Kaleidyscope, Volumes 1-2》(2010년)
- 《Oceania》(2012년)

즈완
- 《Mary Star of the Sea》(2003년)